# 용비교
용비교(龍飛橋)는 서울특별시 성동구 금호동4가와 성수동1가를 연결하는 다리이다.
다리 이름의 "용비"(龍飛)는 용이 승천함을 뜻하는 말인데, 다리 밑이 여울목을 이루어 옛날에 용이 승천한 곳이라고 한 데서 유래하였다. 2003년 7월 31일에 새로 개통했으며, 청계고가도로가 폐쇄되면서 서울 동북부지역에서 도심으로 이동할 때 이용하는 우회도로 역할을 하게 되었다. 또한, 응봉동 지점에서 성수대교 타는 지점 우측쪽에 위치되어있어 서빙고로와 이촌로까지 연결되어있다. 또한, 태릉에서 잠실 쪽으로 가는 동부간선도로에서 성수대교로 갈아탈 수 있도록 역할을 해주며 강변북로 일산방향에서도 바로 탈 수 없는 한남대교, 반포대교, 동작대교를 갈아탈 수 있는 역할도 해준다.

## 연혁
- 1971년 1월 1일 : 통행료 징수 개시
- 1975년 5월 1일 : 통행료 인상 및 변경[2]
- 1976년 7월 16일 : 통행료 인상 및 변경하고 통행료 징수 기간은 1983년 12월 31일에서 1977년 12월 31일로 단축[3]
- 1977년 12월 30일 : 통행료 징수 기간을 1977년 12월 31일에서 1983년 12월 31일로 환원[4]